# Участок № 28
Уча́сток № 28 — посёлок в Таловском районе Воронежской области.
Входит в состав Шанинского сельского поселения.

## Население
| 2010 |
| ---- |
| 109  |

## Улицы
- ул. 8 Марта,
- ул. Революции,
- ул. Свободы.